# スタハノフ運動

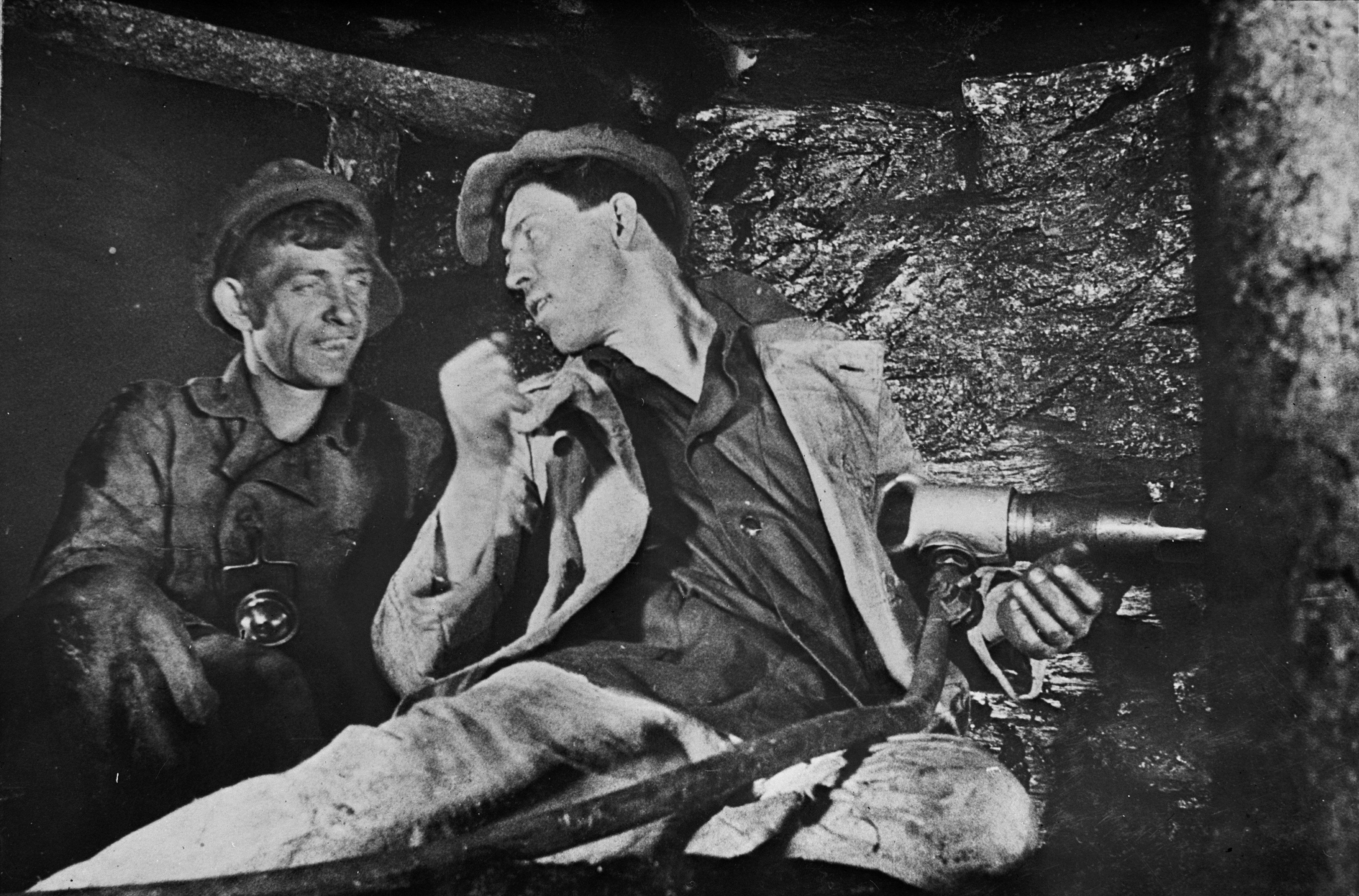
アレクセイ・スタハノフを描いたプロパガンダポスター

スタハノフ運動（露: стахановское движение）は、生産ノルマを超過達成した炭鉱労働者アレクセイ・スタハノフをモデルとし、1935年以降のソビエト連邦で政府・共産党により行われた、大衆的生産性向上運動である。

## 概要
ソビエト連邦で、1933年に始まった「第二次五カ年計画」の際、ドネツ炭鉱鉱夫アレクセイ・スタハノフが「新しい掘削技術を考案し、1935年8月31日に、その技術を駆使して当時の1人当たり石炭産出量ノルマのおよそ14倍に当たる102トンの石炭を5時間45分の間に掘り出した」とされ、スタハノフを見習って生産性の向上を図ることが求められた国家的運動。スタノハフの「偉業」は顕彰されるとともに様々な形で宣伝され、それに見習うことがあらゆる業種で求められた。
それを受けて高い成果を上げた労働者は「スタハノフ労働者」と顕彰され、一般労働者より高い給与が支給されたり、一般労働者間でもノルマの達成具合や熟練度で給与に差をつけるようになった。しかし、労働者や各工場、鉱山などにさらなる過重なノルマを課す事となり、急激に労働環境が悪化した。また、課せられたノルマを達成したことにするための虚偽申告、それをごまかすための贈収賄なども横行し、数量偏重による品質の低下などが横行するようになった。さらに、一人の英雄的なスタノハフ労働者出現の陰には、多くの労働者のサポート作業が必要であったが、サポート役は一切脚光を浴びることがなく全功績はスタノハフ労働者のものにされたために必ずしも職場全体の士気が高揚することもなかった。
ソ連邦の最高指導者であるスターリンは、「スタハノフ運動は社会主義競争の最高の段階を表わしている。かつて社会主義競争は新しい技術と結びついていなかった。 次にスタノハフ運動は現在の技術ノルマや計画能力、生産計画やバランスを克服することを目的とする運動であるが、それのみではない。この運動は社会主義から共産主義へ移るための条件を準備するものである。この運動の発生した原因は少くとも四つある。(1)スタハノフ運動の基礎として役立ったのは、何よりもまず労働者の物質的状態が根本的によくなったということである、(2)わが国に搾取が存在しないこと、(3)新しい技術と新しい設備、(4)技術と設備を使いこなし得る人々の成長。」と評価した。
スターリンの死後、フルシチョフによるスターリン批判が進むと、スタハノフ運動も実態とかけ離れたプロパガンダと批判され、新たに「社会主義労働旅団」が結成されて職場間の競争を促した。
スタハノフ運動は功罪両面あったが、海外（特に社会主義国）にも強い影響を与えて同様の労働強化運動が発生した。

## 有名なスタハノフ労働者
- アンゲリーナ、プラスコヴィヤ・ニキーチチナ農業
- ブスィルギン、アレクサンドル・ハリトーノビチ自動車工業
- イ・イ・グドフ工作機械業
- クリヴォノス、ピョートル・フョードロビチとコロリョーヴァ・クラウディア・ペトローブナ 鉄道運輸
- スメターニン、ニコライ・ステパーノビチ製靴業
- ヴィノグラードワ、エヴドーキヤ・ビクトローブナとヴィノグラードワ、マリーヤ・イワーノブナ繊維産業

## フィクションの中のスタハノフ運動
ハリイ・タートルダヴの小説 The Gladiator